# 西川幾
西川 幾（にしかわ いく、 - 1905年（明治38年））は、尾張出身の名古屋西川流舞踊家。本名、織田いく。幾とも記される。初代西川鯉三郎を名古屋に招いた一番弟子で、1863年（文久3年）名取（苗字免許）第一号にして、名古屋西川流の柱であった。養女は、西川嘉義（織田かぎ）。

## 人物
江戸時代、織田いくは尾張藩士織田弥三兵衛信久の長女で、夫は元尾張藩士織田車友（おだしゃゆう）。車友は俳人で通称を忠右衛門、尾張藩の大番組に属した。
織田いくは踊りを初め藤間勘十郎に学び、1841年（天保12年）名古屋に西川鯉三郎を招いた。1860年1月19日、35歳で鯉三郎が「御免踊指南」の公許を得て（西川鯉三郎免許の跡）、織田いくは名古屋西川流」創流を支援して弟子となる。1863年（文久3年）名取（苗字免許）第一号「西川幾」となって、名古屋西川流の柱となる。
1872年（明治5年）、尾張藩名古屋城東の飯田町16番の父・士族竹村光慶、母・ゆきの娘・かぎを9歳で養女にする。かぎの祖父は尾張藩士で俳人の竹村鶴叟、弟妹は誠也、まり、くめ。鶴叟の妹リオは、坪内逍遥の祖母である。
幾は嘉義に踊りを教えるとともに、幾が鯉三郎の稽古場に通うのに同行させ、1875年（明治8年）には12歳で名古屋西川流に正式に入門させて、1877年（明治10年）「西川嘉義」の名取りとなり、1892年(明治25年）独立して、1896年（明治29年）「西川嘉義丸門人舞踊温習会」を主宰した。嘉義は、美人舞踊家となり、名古屋西川流の名も広まる。
1899年（明治32年）西川鯉三郎没。まもなく自身病気にかかり稽古を休む。原因は弟子の席順から起こった名古屋西川流一門のもめごとであるという。西川嘉義と「合議制」を持ち出して対抗した幾の弟子西川石松によって、鯉三郎の跡目争いが起こり、幾・嘉義派と石松派が正面衝突した。
1905年（明治38年）幾が死去。翌1906年（明治39年）御園座で追善供養会を催し、嘉義が「面影」を舞った。
1921年（大正10年）3月21日夜半、娘の西川嘉義は58歳のとき、稽古場で自ら命を絶った。全国的に著名な美人舞踊家で、士族織田氏の娘である西川嘉義が自殺したことで、名古屋西川流一門として大きなトラブルとなり社会的にも知られたため、1899年に初代鯉三郎亡き後は40年以上も家元空位であった。鯉三郎の名跡も40年間継がれなかった。
名古屋市の八事興正寺に母娘の記念碑がある。